# Han Wezelaar
Henri Matthieu (Han) Wezelaar (Haarlem, 25 november 1901 - Amsterdam, 21 juli 1984) was een Nederlandse beeldhouwer. Hij wordt gezien als een belangrijke vertegenwoordiger van het modernisme.

## Leven en werk
Van 1918 tot 1922 doorliep Han Wezelaar de Rijksschool voor Kunstnijverheid, aangemoedigd door de schilder Herman Kruyder. Hij kreeg daar les van Willem Retera en later nog privéles van Johan Polet. Op 27 juli 1923 trouwde hij met klasgenote Margaretha Wilhelmina Visser. Ze vertrokken naar het Franse Collioure waar Wezelaar zich liet inspireren door het mediterrane licht. Na ongeveer een jaar vertrok het stel naar Parijs waar Wezelaar in 1925 gedurende drie maanden werkte in het atelier van Ossip Zadkine; hij was Zadkine's eerste leerling. Wezelaar introduceerde Zadkine's werk in Nederland en al gauw werd het huis van de Wezelaars in Parijs een ontmoetingsplaats voor andere Nederlandse kunstenaars die over de grens wilden kijken.
In 1929 kwam er een omslag in zijn artistieke denken. Hij ontmoette Aristide Maillol, Charles Despiau en Adam Fischer. Allen waren zij meer gericht op de classicistische beeldhouwkunst en Wezelaar stopte abrupt met zijn expressionistische Zadkine-stijl. In 1933 beviel Margaretha van een dochter en het jaar daarop ging het gezin uit financiële overwegingen terug naar Amsterdam. Met een expositie enkele jaren daarvoor in het Stedelijk Museum had Wezelaar zijn kwaliteiten al in Nederland gedemonstreerd en een expositie in 1935 beklonk het succes. Zijn Franse stijl schudde de gevestigde beeldhouwers wakker; zij werkten nog in de stijl van de Amsterdamse school, vol van socialistische symboliek. Wezelaar werd de voorman van de beweging die het beeld weer wilde losweken van de verheven symboliek en bouwbeeldhouwkunst.
Het aantal opdrachten nam toe en hij werd geselecteerd voor de wereldtentoonstellingen in Parijs (1931) en Brussel (1935), voor de Biënnale van Venetië in 1936 en 1938, en voor de Golden Gate International Exposition in San Francisco in 1939. Daarnaast was hij, eveneens in 1939, mede-organisator van de eerste Rodin-expositie in Nederland.
Toen de Tweede Wereldoorlog uitbrak weigerde Wezelaar toe te treden tot de Nederlandsche Kultuurkamer en droogden zijn inkomsten op. In diezelfde periode strandde zijn huwelijk, en Wezelaar vertrok naar Laren. Na de oorlog trok het werk weer aan. Hij verhuisde terug naar Amsterdam en trouwde met Liesbeth Dobbelmann. Wezelaar was in 1935 lid geworden van de Nederlandse Kring van Beeldhouwers. Na de oorlog werd hij eerst bestuurslid en later voorzitter. De opdrachten voor herdenkingsmonumenten stroomden binnen en Wezelaar was door het ministerie van Onderwijs, Kunsten en Wetenschappen aangesteld om de inzendingen te beoordelen. 

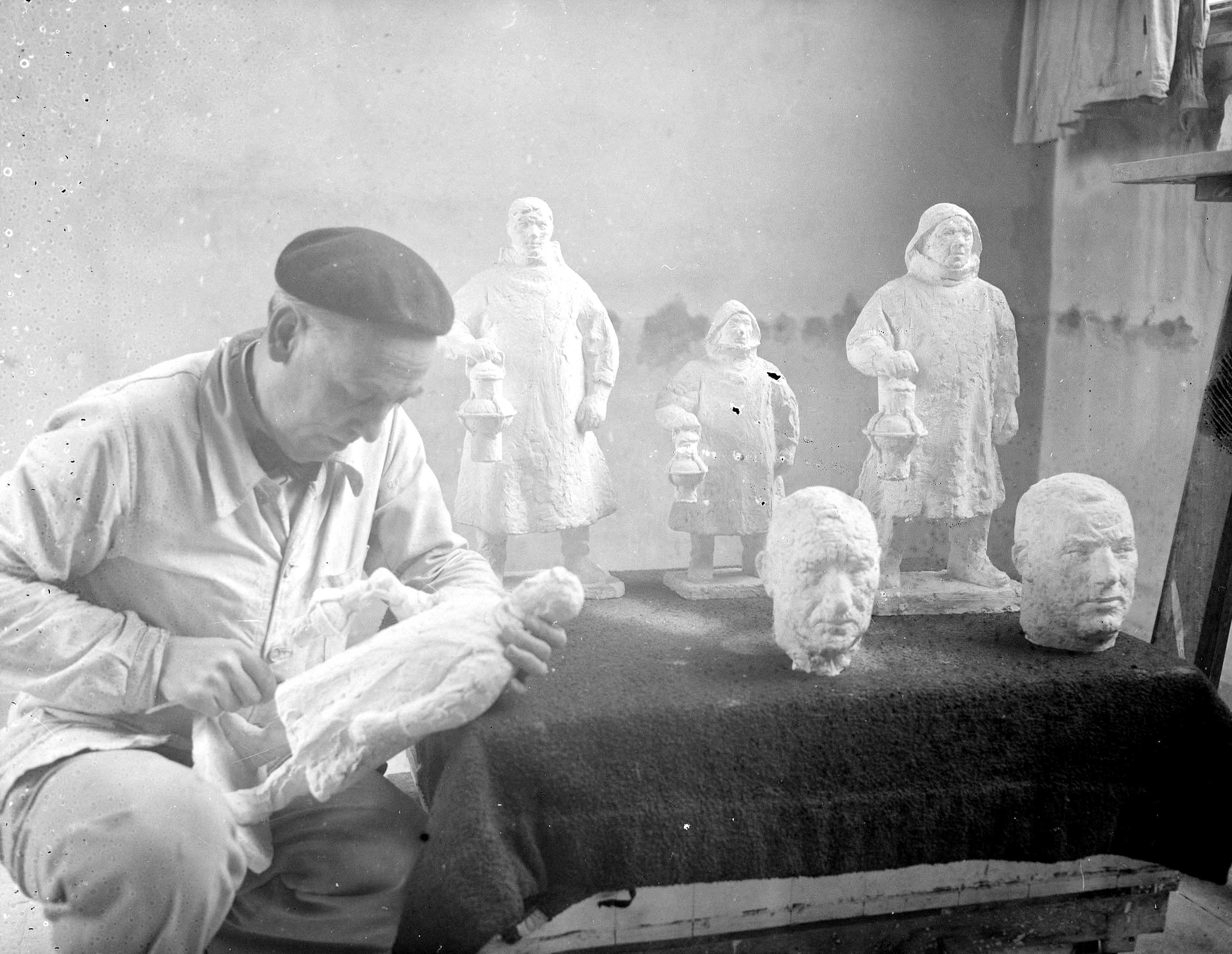
Beeldhouwer Han Wezelaar met zijn ontwerpen voor het Vissersmonument, 1954

Zelf maakte hij ook enkele monumenten, waarbij zijn vooroorlogse classicistische uitgangspunten nog duidelijk tot uitdrukking kwamen. Rond 1955 kwam de abstractie als nieuwe stroming in de beeldhouwkunst op. Wezelaars positie als vernieuwer veranderde toen radicaal; hij en zijn collega's van het classicisme kregen het predicaat "poppenmakers" opgespeld. Zijn laatste openbare werken, Rembrandt van Rijn en het Turfgraversmonument, werden afgekraakt en Wezelaar trok zich terug uit het publieke leven. In 1984 overleed hij op 82-jarige leeftijd aan kanker.

## Werken in de openbare ruimte
- Borstbeeld J.Th. de Visser (1937), Ministerie van Onderwijs, Cultuur en Wetenschap, Den Haag
- ''Moeder en kind (1939), Amsterdam
- Bevrijdingsmonument (1951), Parklaan, Roosendaal
- Zittende vrouwenfiguur (1953), Beeldenpark van het Kröller-Müller Museum, Otterlo
- Reebok (1953), Dr. Abraham Kuyperlaan / Prins Frederiklaan, Amersfoort
- De beschermster van de sociale zorg en gerechtigheid (1954), Apollo House, Apollolaan, Amsterdam
- Staande vrouw (1954), Amsterdam
- Gedenkteken omgekomen vissers (1955), Sluisplein, IJmuiden
- De Barmhartige Samaritaan (1955), Bleulandweg, Gouda
- De Barmhartige Samaritaan (1960), Coornhertstraat, 's-Hertogenbosch
- NVV monument (1960), Amsterdam
- Barmhartige Samaritaan (1964), Erasmus MC, Rotterdam
- Johannes de Doper (1967), Nieuwe Markt, Roosendaal
- Standbeeld voor F.M. Wibaut (1967), Wibautstraat, Amsterdam
- Rembrandt (1969), Amsteldijk, bij de Riekermolen, Amsterdam
- Liggende vrouw (1972), Park Oog in Al, Utrecht
- Het Turfgraversmonument (1975), Burgemeester Tjalmapark, Hoogeveen
- Jongen met eend (1980), Parade, Venlo

## Galerie

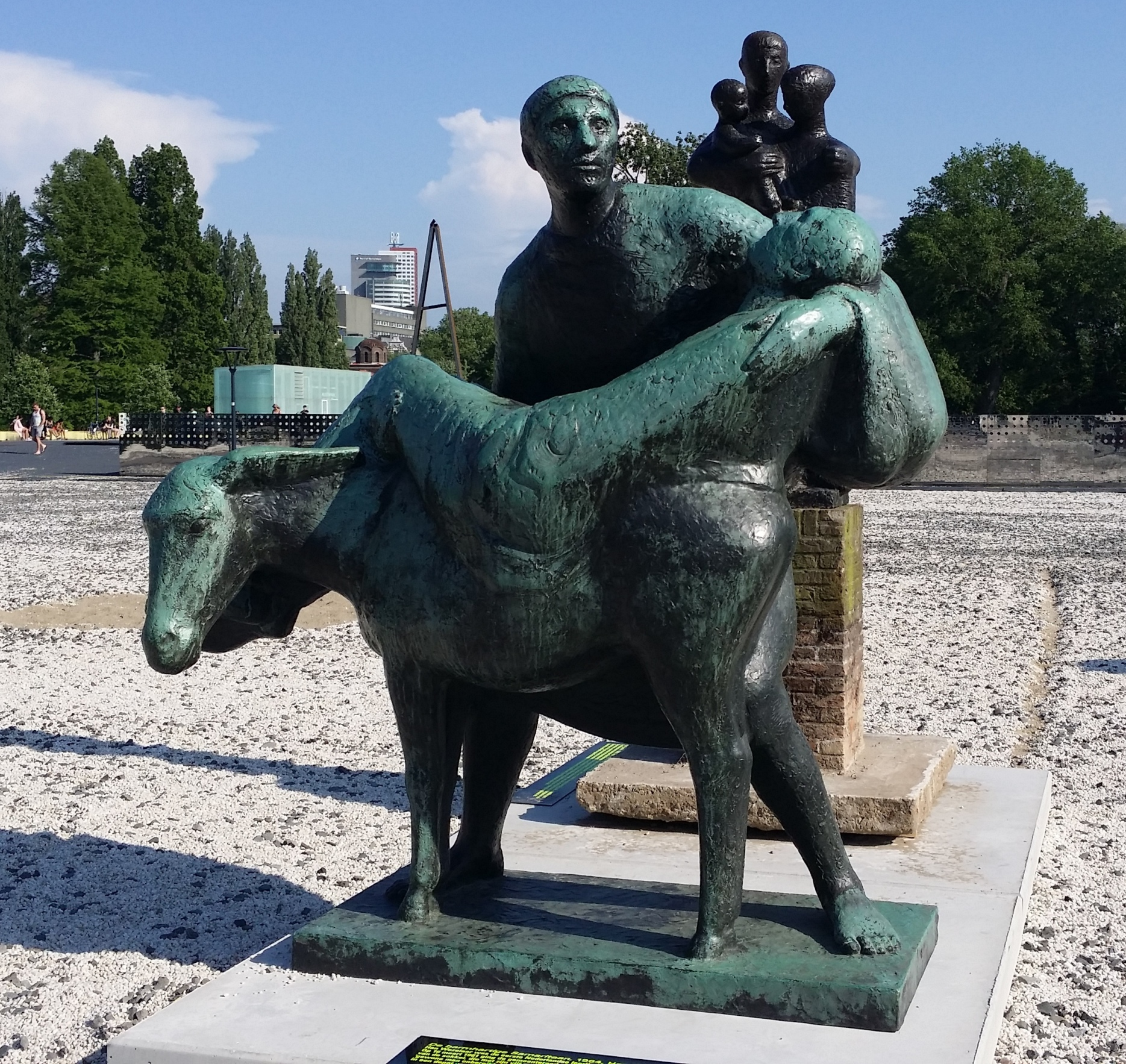
De Barmhartige Samaritaan (1955), voor het Erasmus MC in Rotterdam
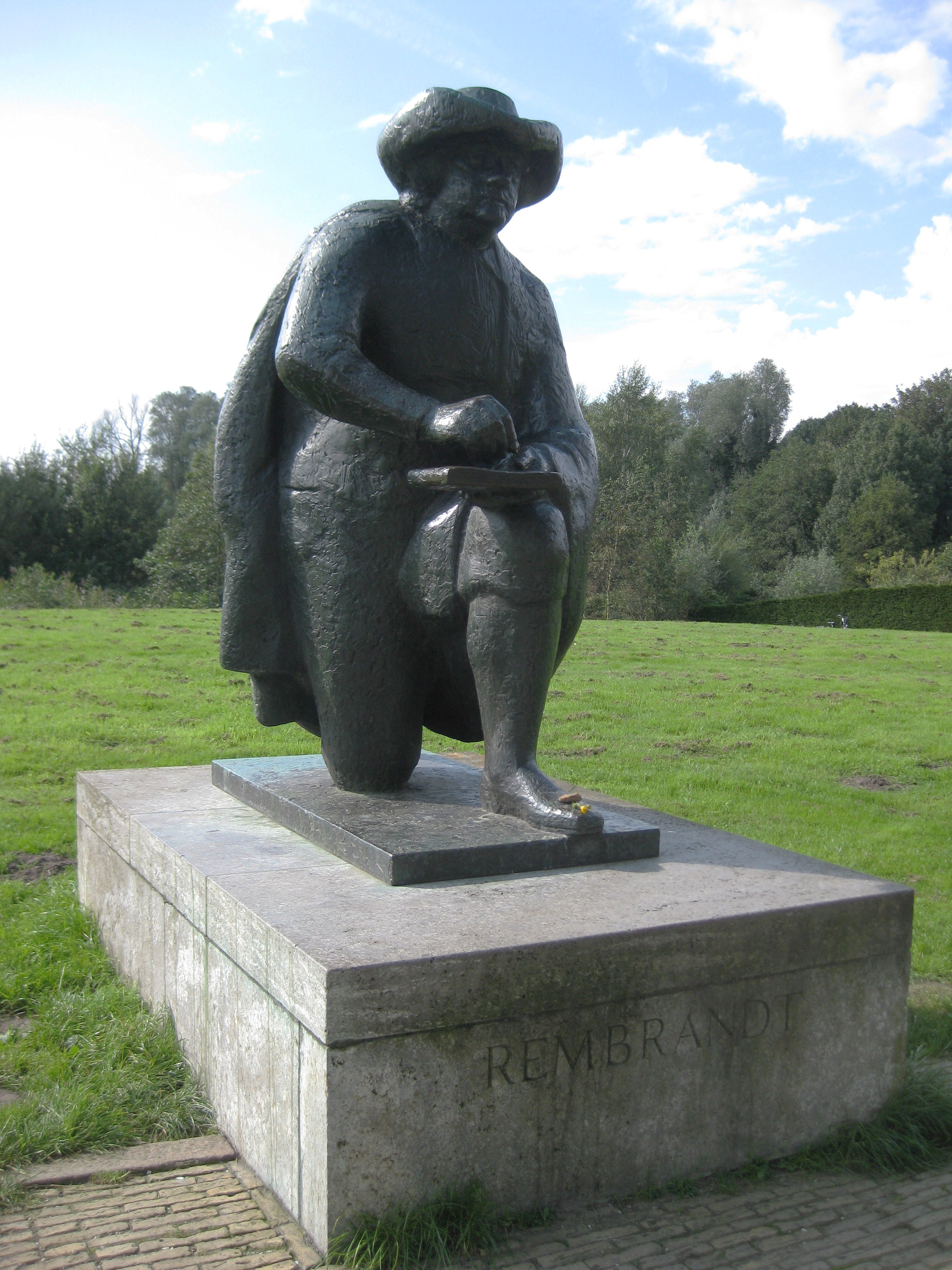
Rembrandt (1969)
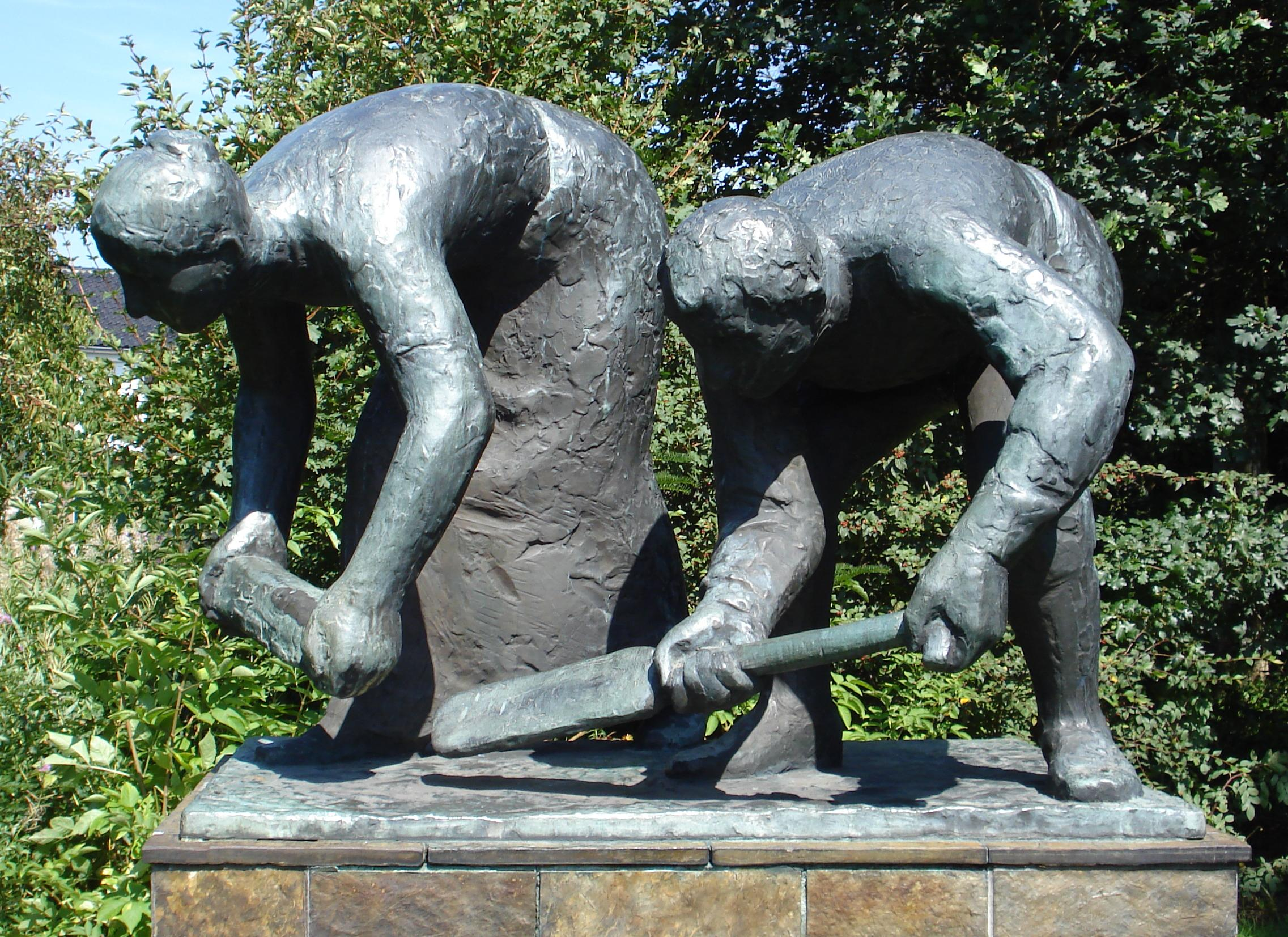
Turfgravers (1975)